# L'ultima scintilla
L'ultima scintilla (Der Funke Leben) è un romanzo di Erich Maria Remarque pubblicato nel 1952.
Descrive la vita di un gruppo di prigionieri detenuti in un campo di concentramento a Mellern (campo immaginario), viste dal punto di vista del prigioniero numero 509.

## Trama
Numero 509 è un prigioniero politico del campo di concentramento di Mellern, in Germania (non è specificato in quale regione della stessa), incarcerato nel 1933, all'apertura del campo stesso, perché lavorava come caporedattore in un giornale, probabilmente contrario alla dittatura. Egli alloggia nella Baracca 22 del cosiddetto Campo piccolo, la divisione del campo riservata a chi non è più utile al lavoro (il campo non ha una camera a gas e i prigionieri sono condannati lì ad attendere la morte). Nella sua baracca si è formato un gruppo di veterani molto unito, costituito da persone internate da molti anni: Assuero, il "Cane da Pastore", Berger, Bucher. Il campo è comandato da Bruno Nerbauer, che si interessa solamente dei suoi guadagni (egli possiede molte fabbriche in città).